# Hr.Ms. Van Meerlant (1922)
Hr.Ms. Van Meerlant (M 36) was een Nederlandse mijnenlegger van de Douwe Aukesklasse, gebouwd door de Schiedamse scheepswerf Gusto. Tijdens de algehele mobilisatie van 28 augustus 1939, is de Van Meerlant ingezet bij het leggen van mijnenvelden bij onder meer IJmuiden en Hoek van Holland.

## De Van Meerlant tijdens de Tweede Wereldoorlog
De Van Meerlant vluchtte op 17 mei 1940 vanuit Vlissingen samen met de kanonneerboot Flores naar het Verenigd Koninkrijk waar de schepen op 18 mei veilig aankwamen. In eerste instantie werd het schip in Falmouth gestationeerd, waar ook de Nederlandse schepen Douwe Aukes en Medusa lagen. Later dat jaar werd het schip ingedeeld bij het Thames Local Defence Flotilla, dit flottielje was verantwoordelijk voor de bewaking van de boom defence in de Theemsmonding. De Van Meerlant was hiervoor in de haven van Chatham gestationeerd. Op 14 maart 1941 werd de Van Meerlant door de Nederlandse marine uit dienst gesteld en overgedragen aan de Britse marine, die het schip onder dezelfde naam in dienst nam.
In Britse dienst ging de Van Meerlant op 4 juni 1941 verloren. Het schip liep die dag op een mijn waarbij in totaal 42 opvarenden om het leven kwamen.